# Операция «Цыганский барон»
Операция «Цыганский барон» (нем. Unternehmen «Zigeunerbaron») — крупнейшая антипартизанская операция вермахта на Восточном фронте во время Второй Мировой войны. Проводилась в период с 16 мая по 6 июня 1943 года с целью ослабить партизанское движение в Брянских лесах в рамках подготовки к наступательной операции «Цитадель».

## Предыстория
С первых дней оккупации Брянщины немецкие войска столкнулись с отрядами советских партизан, ущерб от действий которых к 1942 году достиг своего пика.
18 августа 1942 года Адольф Гитлер издал приказ под названием «Инструкция по активизации действий против бандитизма на Востоке», более известный как «Директива Фюрера № 46», в тексте которого он призывал силы безопасности действовать с «крайней жестокостью», чтобы добиться «полного уничтожения» грабителей, обеспечивая при этом иммунитет от судебного преследования за любые действия, совершённые во время операций по «борьбе с бандитизмом».
После этого немецкий штаб разработал и претворил в жизнь несколько антипартизанских операций, среди которых были:
- «Птичье пение» (нем. «Vogelsang», 5 — 30 июня 1942)[6]
- «Треугольник» (нем. «Dreieck», 16 — 30 сентября 1942)
- Четырёхугольник[нем.] (нем. «Viereck», 16 — 30 сентября 1942)[6]
- «Репейник» (нем. «Klette», декабрь 1942)[7]
- «Репейник-2» (нем. «Klette-II», 15 января — 9 февраля 1943)[8]
- «Белый медведь» (нем. «Eisbar», январь — февраль 1943)
- «Майская гроза» (нем. «Maigewitter», май 1943)
- «Цыганский барон» (нем. «Zigeunerbaron», 16 мая — 6 июня 1943)
- «Вольный стрелок» (нем. «Freischütz», май — июнь 1943)
- «Помощь соседу» (нем. «Nachbarhilfe», май — июнь 1943)
- «Еловые дома» (нем. «Tannenhauser», май — июнь 1943)
- «Восток» (нем. «Osterei», май — июнь 1943)

## Силы сторон

### Тройственный пакт
Вермахт
- 4-я танковая дивизия
- 18-я танковая дивизия
- 10-я моторизованная дивизия
- 7-я пехотная дивизия
- 292-я пехотная дивизия
- 707-я пехотная дивизия

 Вооружённые силы Венгрии
- 102-я пехотная дивизия[9][6]

Коллаборационисты
- Легион французских добровольцев против большевизма[10][11]
- Полк особого назначения «Десна»[12]
- Кавалерийская группа «Трубчевск»[12]
- Локотское самоуправление
  - 5 полков и бронедивизион[12] РОНА[9]
- 709-й восточный полк особого назначения[12]

### Советский Союз
Штаб объединённых партизанских бригад полковника Емлютина имел в своём распоряжении 12 бригад общей численностью до 10,000 человек:
- «За власть Советов» (командир Я. К. Киселёв)
- «За Родину» (командир Г. Х. Ткаченко)
- «Смерть немецким оккупантам» (командир И. Г. Хорошавин)
- 1-я бригада имени Ворошилова (командир Г. П. Покровский)
- 2-я бригада имени Ворошилова (командир С. И. Кочур)
- Бригада имени Кравцова (командир М. И. Дука)
- Бригада имени Пожарского (командир В. Г. Романенков)
- Бригада имени Сталина (командир В. Г. Бойко)
- Бригада имени Суворова (командир О. Г. Казанков)
- Бригада имени Фрунзе (командир С. В. Черкасов)
- Бригада имени Чапаева (командир В. И. Кошелев)
- Бригада имени Щорса (командир М. П. Ромашин)

## Ход операции
Операция началась 16 мая. К 20 мая немецким войскам и коллаборационистам удалось вклиниться в район базирования партизанских формирований. Были окружены и изолированы от остальных соединений бригады партизан им. Щорса, им. Кравцова, 1-й им. Ворошилова. Штаб Д. Емлютина и непосредственно переданные ему части бригады «Смерть немецким оккупантам» также оказались в котле.
21 мая немцы захватили железную дорогу Хутор Михайловский — Унеча, благодаря чему возобновили на этом участке переброску моторизованных дивизий к фронту. Положение партизан ввиду значительного превосходства противника стало критическим.
В течение 10 дней, с 20 по 29 мая, партизаны отбивали атаки немецких частей, поддерживаемых авиацией, которая, кроме бомб, сбрасывала листовки, призывающие народных мстителей сдаться.
К 29 мая у партизан почти иссякли боеприпасы и продовольствие. Ситуацию спасало только то, что по ночам осаждённым бригадам самолётами доставляли продукты питания, патроны и взрывчатку. Советские бомбардировщики бомбили боевые порядки и расположения немецких войск, действующих против партизан в районах: Алтухово, Глинное, Красная Слобода, Кокоревка, Острые Луки, Суземка. Но, несмотря на эту поддержку, обстановка по-прежнему оставалась тяжёлой.
Все партизанские бригады сильно потрёпаны, два комбрига и много командиров отрядов убиты, много партизан взято в плен противником. Часть партизан одной из бригад ушла в полицию. Положение крайне плохое, вооружённых людей в бригадах и отрядах уменьшилось, имеет место голод. Противник блокирует партизан. Для борьбы с партизанами выведена в лес полицейская бригада начальника Локотского округа Каминского.Спецсообщение 1-го отдела 4-го Управления НКГБ СССР на имя комиссара госбезопасности 2-го ранга Б. З. Кобулова
30 мая создавшееся в брянских лесах положение обсуждалось на заседании Орловского обкома ВКП (б). Обком рекомендовал командованию партизан, применяя весь ранее накопленный опыт борьбы в тылу врага, действовать небольшими манёвренными группами из засад, просачиваться сквозь боевые порядки немцев, наносить удары в тыл и фланг наступающих группировок и не дать им закрепиться в лесном массиве. Однако 31 мая, после 12 дней кровопролитных боёв, немцы захватили партизанский аэродром у деревни Смелиж и прижали основные силы народных мстителей к Десне, в результате площадь обороняемого «советского района» сузилась до 6 квадратных километров. В этот критический момент штаб партизанского движения при Центральном фронте принял срочные меры по оказанию помощи партизанам.
В ходе операции командир брянско-орловской партизанской зоны Дмитрий Емлютин был снят со своего поста и на самолёте отправлен в советский тыл.
Емлютин проявил в первые дни полную растерянность, потерял управление и связь с отрядами, устранился совершенно от организации сопротивления... и вследствие этого не считал необходимым и не настаивал на мерах помощи с нашей стороны. В отрядах и бригадах началась дезорганизация и переход на сторону противника. В этой обстановке на месте с санкции секретаря Орловского обкома ВКП(б) т. Матвеева было принято решение о назначении командиром групп и отрядов подполковника пограничных войск Горшкова при комиссаре Герое Советского Союза Бондаренко.Сообщение ЦШПД И.В.Сталину и Г.М.Маленкову от 1 июня 1943
Новое командование объединённых партизанских бригад приняло решение пробиваться из котла. В кратчайшие сроки был разработан оперативный план. В ночь на 2 июля 1943 года у хутора Пионерского остатки партизанских соединений начали прорыв. В ходе ожесточённых боёв им удалось вырваться из окружения. В течение последующих дней партизаны пытались, насколько позволяли условия, восстановить свою боеспособность, продолжая при этом вести бои против карателей. После 6 июля интенсивность боев стала снижаться, и к 10-му числу боевые действия почти прекратились.

## Результат операции
Партизанам удалось, хотя и со значительными потерями, выйти из окружения. При этом народные мстители убили, ранили и пленили 3 852 человека, 888 солдат из восточных батальонов и вспомогательной полиции перешло на сторону партизан.
8 июля 1943 года штаб оперативного руководства Вермахта подвел предварительные итоги результатов усилий по «умиротворению» оккупированных советских областей. В них говорилось, что, поскольку командованию не приходится рассчитывать на дальнейшее значительное наращивание сил, выделяемых для борьбы с партизанами, необходимо отчётливо понимать, что умиротворение восточных районов в результате последующих мероприятий достигнуто быть не может. Поэтому в будущем придется удовлетворяться только мероприятиями, жизненно необходимыми для обеспечения боевых действий. Фактически это было признанием провала немецкой оккупационной политики.